# Якутський 42-й піхотний полк
Якутський 42-й піхотний полк — військовий підрозділ Російської імператорської армії сформований 16 (28 серпня) 1806 року.

## Історія
Полк сформований як Якутський мушкетерський полк у складі 3-х батальйонів із однієї гренадерської, 3-х мушкетерських рот Селенгінського мушкетерського полку і рекрутів. 16 (28 березня) 1807 року полку вручені стяги. З 22 лютого 1811 року отримав назву Якутський піхотний полк.
Полк воював з турками на Дунаї, з Наполеоном при його відступі в 1812 році, Лейпцизькому, Паризькому боях, квартирував у Франції до 1816 року. Потім воював з Туреччиною в 1828—1829 роках.
28 січня 1833 року до полку приєднані 1-й і 3-й батальйони Козловського піхотного і 2-й батальйон 35-го єгерського полків і полк став складатися з 6-ти батальйонів. 10 березня 1854 року при полку сформовані 7-й і 8-й батальйони.
У Кримську війну у складі 1-ї бригади 11-ї дивізії 4-го піхотного корпусу знаходився в Криму, з 6 листопада 1854 року по 27 серпня 1855 року входив до складу севастопольського гарнізону. Воював на 3-му бастіоні і Малаховому кургані.
За стійкість та мужність полк був нагороджений Георгіївським прапором з написом «За Севастополь в 1854 і 1855 роках». За час оборони міста полк втратив близько 1900 чоловік.
25 березня 1864 року Якутському піхотному полку було присвоєно загальноармійський № 42.
Брав участь у російсько-турецькій війні 1877—1878 років за що 17 квітня 1878 року був нагороджений Георгіївською трубою з написом: «За відзнаку в Турецьку війну 1877 і 1878 років».

## Пам'ять
Поблизу села Мінді в місцевості Гринчер в 1879 році споруджено пам'ятник 30 воїнам  42-го Якутського піхотного полку і майору того ж полку Костянтину Івановичу Емольскому.
На початку XX століття одна з вулиць Севастополя була названа на честь полку — Якутська. 

пам'ятний камінь

У 2005 році на Братському кладовищі в Севастополі, де захоронені останки воїнів полку, що загинули при обороні севастполя за ініціативи Президента Республіки Саха Штирова В. А. за кошти Якутського республіканського фонду розвитку козацтва були відновлені братські могили, про що свідчить пам'ятний камінь.